# Alectryon excelsus
Alectryon excelsus là một loài thực vật có hoa trong họ Bồ hòn. Loài này được Gaertn. mô tả khoa học đầu tiên năm 1788.

## Hình ảnh

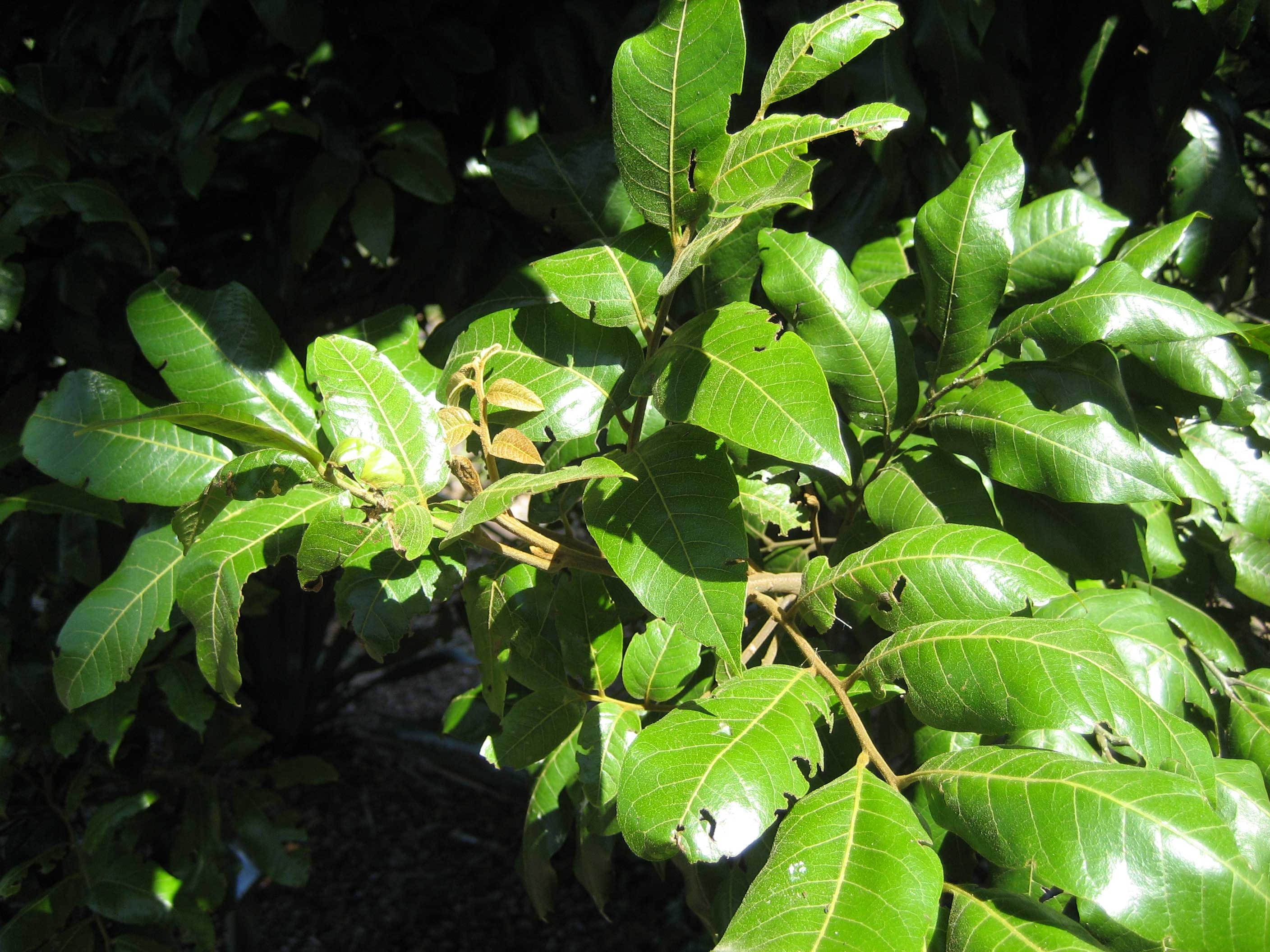
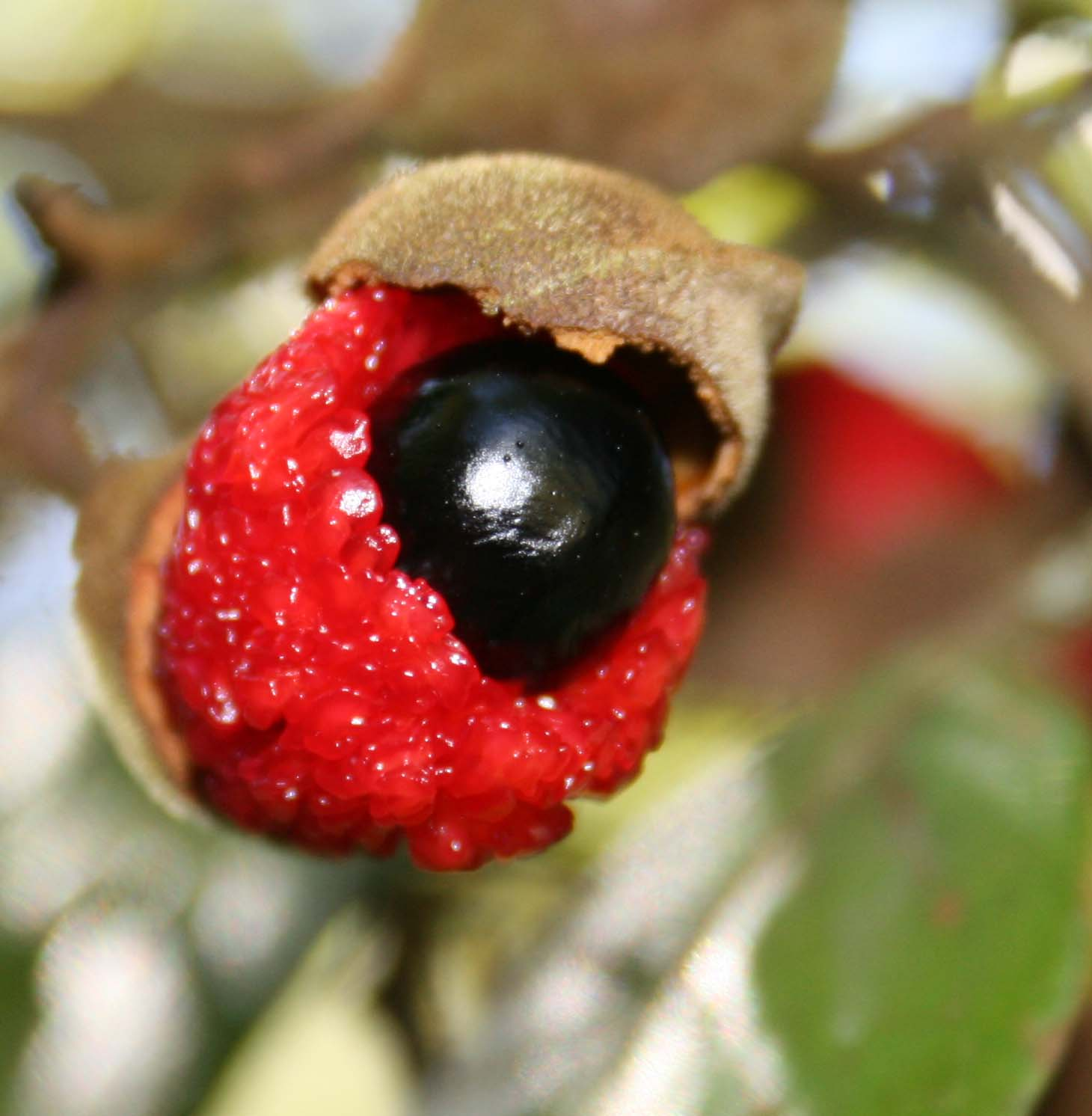
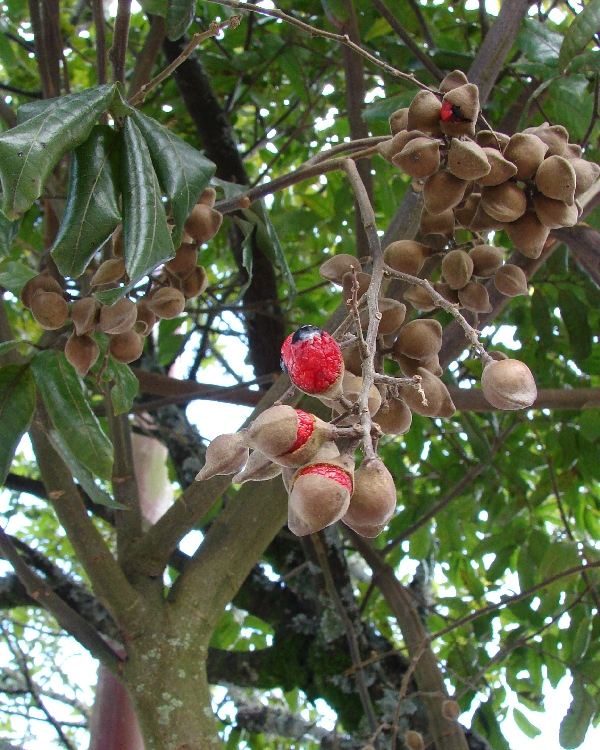
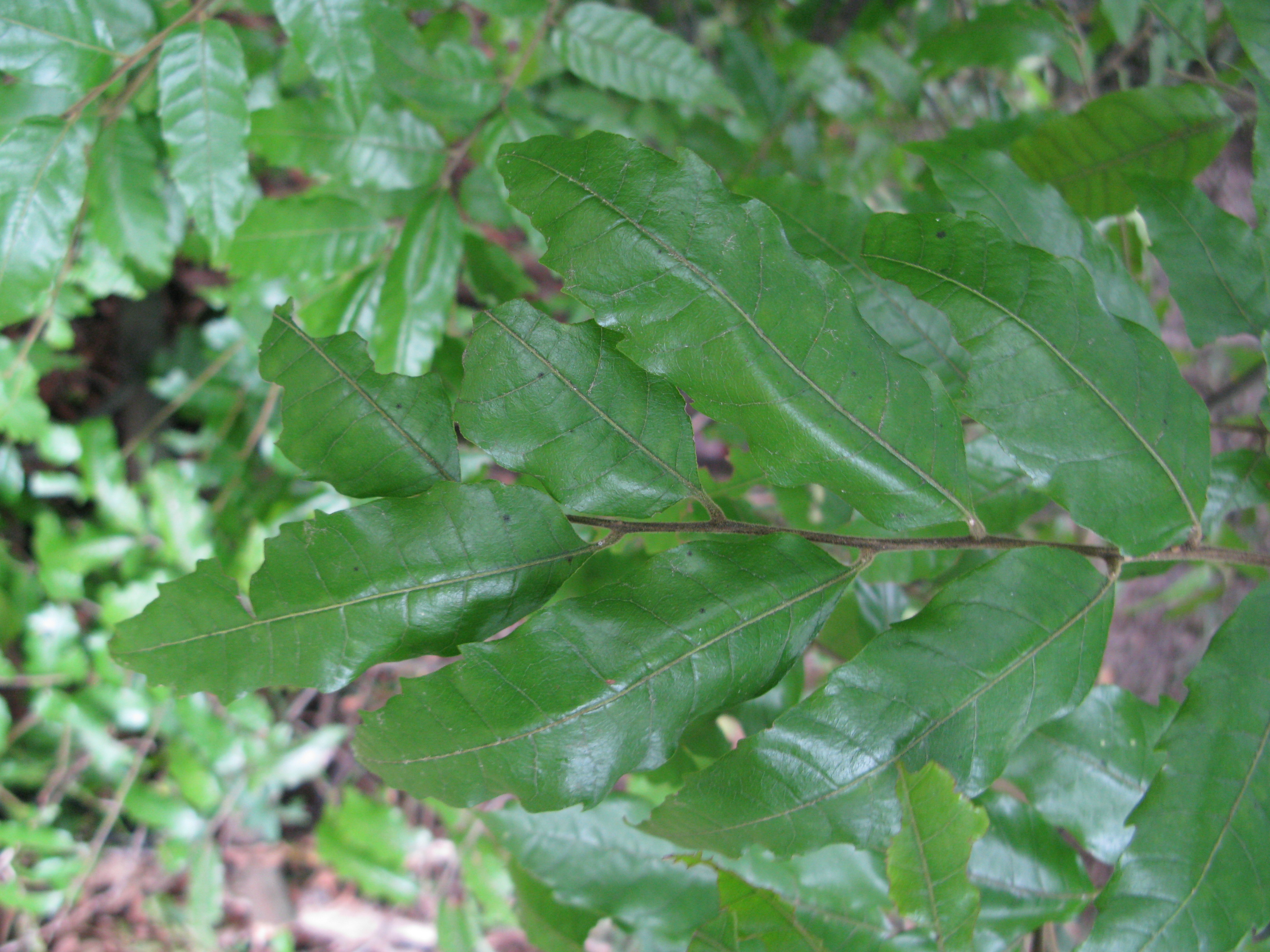